# Jewhen Pieskow
Jewhen Witalijowycz Pieskow, ukr. Євген Віталійович Пєсков (ur. 22 września 1981 w Zaporożu) – ukraiński piłkarz, grający na pozycji obrońcy.

## Kariera piłkarska

### Kariera klubowa
Wychowanek Torpeda Zaporoże, w którym rozpoczął karierę piłkarską. W 2002 został piłkarzem klubu Wuhłyk Dymytrow. Następnie bronił barw Krystału Chersoń. W 2005 przeszedł do PFK Sewastopol, a w grudniu 2006 roku do Worskły Połtawa. W rundzie jesiennej sezonu 2007/08 został wypożyczony do PFK Sewastopol, a na początku lata podpisał kontrakt z sewastopolskim klubem, ale już w sierpniu powrócił do Worskły. W czerwcu 2013 opuścił połtawski klub.

## Sukcesy i odznaczenia

### Sukcesy klubowe
- zdobywca Pucharu Ukrainy: 2009
- finalista Superpucharu Ukrainy: 2009